# Žandarmerijska brigada Banovine Hrvatske
Žandarmerijska brigada Banovine Hrvatske je bila redarstveni organ Banovine Hrvatske, organiziran na vojni način. Osnovana 1939. godine pod zapovjedništvom brigadnog generala žandarmerije Kvintilijanta Tartaglie (r. 1884. godine u Splitu, službovao u austro-ugarskom oružništvu u BiH, te potom u jugoslavenskoj žandarmeriji). Zbog opstrukcije središnjeg zapovjedništva žandarmerije u Beogradu, nisu do 1941. god. u cijelosti provedeni očekivani premještaji žandara - Hrvata iz drugih područja Jugoslavije u ovu brigadu, niti su provedene kadrovske promjene radi uklanjanja žandara koji su se u prethodnom razdoblju osobito iskazali grubim protuhrvatskim stavom i djelovanjem.
Iz brigade je nakon proglašenja NDH u travnju 1941. godine nastalo Hrvatsko oružništvo, službeno redarstveno tijelo NDH.

## Zapovjednici
- brigadni general Kvintilijan Tartaglia (travanj 1941.)